# Hrvatski akademski atletski klub Mladost
Hrvatski akademski atletski klub Mladost (skraćeno HAAK) je hrvatski atletski klub. Član je Hrvatskih akademskih športskih klubova. HAAK Mladost jedan je od najuspješnijih atletskih klubova u Hrvatskoj.
Najistaknutiji prijašnji i sadašnji članovi Hrvatskog akademskog atletskog kluba Mladost su:
Sandra Perković, Jurica Grabušić, Edis Elkasević, Luka Aračić, Danijela Grgić, Ivan Pucelj I Siniša Ergotić.
HAAK Mladost je član Hrvatske atletske lige – Sjever i Hrvatskog atletskog saveza.

Trening stadion atletičara mladosti je na ŠRC Mladost.
Oprema atletičara mladosti je marke ASICS.

## Vanjske poveznice
- HAAK Mladost -- Službena stranica (hrv.)